# Crawfurdia nyingchiensis
Crawfurdia nyingchiensis är en gentianaväxtart som beskrevs av K. Yao och W. L. Cheng. Crawfurdia nyingchiensis ingår i släktet Crawfurdia och familjen gentianaväxter. Inga underarter finns listade i Catalogue of Life.